# James E. Casey
Pour les articles homonymes, voir Casey.
James E. Casey (29 mars 1888 - 6 juin 1983) était un homme d'affaires américain, né à Pick Handle Gulch près de Candelaria (Nevada).

## Biographie
En 1907, à l'âge de 19 ans, Jim Casey fonda l'American Messenger Company dans la ville de Seattle avec seulement 100 dollars qu'il avait empruntés à un ami. Il assurait alors les fonctions de président, CEO et chairman. Claude Ryan était son partenaire et intermédiaire avec son frère George. son slogan était « le meilleur service pour les prix les plus bas » (best service and lowest rates). En 1919, l'entreprise s'implanta en dehors de Seattle et fut rebaptisée United Parcel Service (UPS).